# Верес Юзеф Миколайович
Юзеф Миколайович Верес (25 квітня 1922 — 12 грудня 1995) — старшина 796-го стрілецького полку. Повний кавалер ордена Слави.

## Біографія
Народився 25 квітня 1922 року в селі Ставрівка (нині Іванківський район Київської області України). Поляк. У 1934 році закінчив початкову школу. Працював бригадиром у майстерні з виготовлення чобіт.
У Червоній армії з липня 1941 року. На фронтах німецько-радянської війни з листопада 1943 року. Воював на 1-му Українському фронті. У складі 796-го стрілецького полку 141-ї стрілецької дивізії брав участь у боях на Лютізькому плацдармі, у визволенні Правобережної України (Житомирсько-Бердичівська і Рівненсько-Луцька операції).
Наприкінці лютого 1944 року 141-а стрілецька дивізія була перепідпорядкована з 60-ї армії в 1-у гвардійську і діяла в напрямку головного удару фронту під час Проскурівсько-Чернівецької операції. Брала участь в оточенні й розгромі 1-ї танкової армії супротивника під Кам'янцем-Подільським та звільненні міста Станіслав. В серпні того ж року включена до складу 4-го Українського фронту і в вересні перетнула кордон Чехословаччини.
Кулеметник 796-го стрілецького полку червоноармієць Верес Юзеф в бою за висоту 479,0 у районі міста Пряшів 12 вересня 1944 року таємно проник в стан супротивника. Протитанковими гранатами знищив обслугу ворожої кулеметної точки і з автомата розстріляв до взводу ворожих вояків. Під час відбиття контратаки знищив вісім німецьких солдат. Наказом командира 141-ї стрілецької дивізії від 30 вересня 1944 року за мужність, виявлену у боях з ворогом, червоноармієць Верес Юзеф Миколайович нагороджений орденом Слави 3-ї ступені.
Наприкінці жовтня 1944 року дивізія увійшла до складу 7-ї гвардійскої армії 2-го Українського фронту і вела наступ північніше Будапешту. У цих боях знову відзначивсяся Ю. М. Верес.
На початку грудня вів розвідувально-пошукову діяльність за лінією фронту. Встановив наявність та розташування вогневих точок, що сприяло їх знищенню. Під час подальшого руху батальйону через ліс, своєчасно виявив і попередив про наявність німецької засідки. Під час бою 8 грудня в районі міста Нове Замки знищив більше десяти і взяв у полон трьох супротивників. Наказом по 7-ій гвардійській армії від 24 січня 1945 року червоноармієць Верес Юзеф Миколайович нагороджений орденом Слави 2-го ступеню.
Після знищення будапештської групи супротивника 141-а стрілецька дивізія брала участь в Братиславсько-Брновській операції. Стрілець того ж полку червоноармієць Верес в бою за село Лок 26 березня 1945 року одним з перших досягнув траншеї противника і знищив у рукопашному бою декілька солдат. 29 березня 1945 року під час звільнення населеного пункту Цалай-Чало полонив двох противників.
19 травня 1945 року під час визволення Праги Верес Юзеф був поранений. Осколок від снаряду застряг в тілі, не доходячи декількох міліметрів серця.
Наказом Президії Верховної ради СРСР від 15 травня 1946 року за мужність, відвагу і героїзм, виявлені в боротьбі з окупантами, червоноармієць Верес Юзеф Миколайович нагороджений орденом Слави 1-го ступеню.
Війну закінчив у Чехословаччині. У 1947 році старшина Верес демобілізований. Повернувся на батьківщину. Працював замісником голови колгоспу «Україна», потім — завгоспом. Жив у селі Ставрівка.
Помер Верес Юзеф Миколайович 12 грудня 1995 року на своїй батьківщині — в селі Ставрівка. За його завчасним проханням був похований поруч з могилою невідомому солдату.

## Нагороди
- Орден Вітчизняної війни 1-го ступеню
- Орден Слави 1-го, 2-го і 3-го ступенів
- Медалі